# Folke Björck

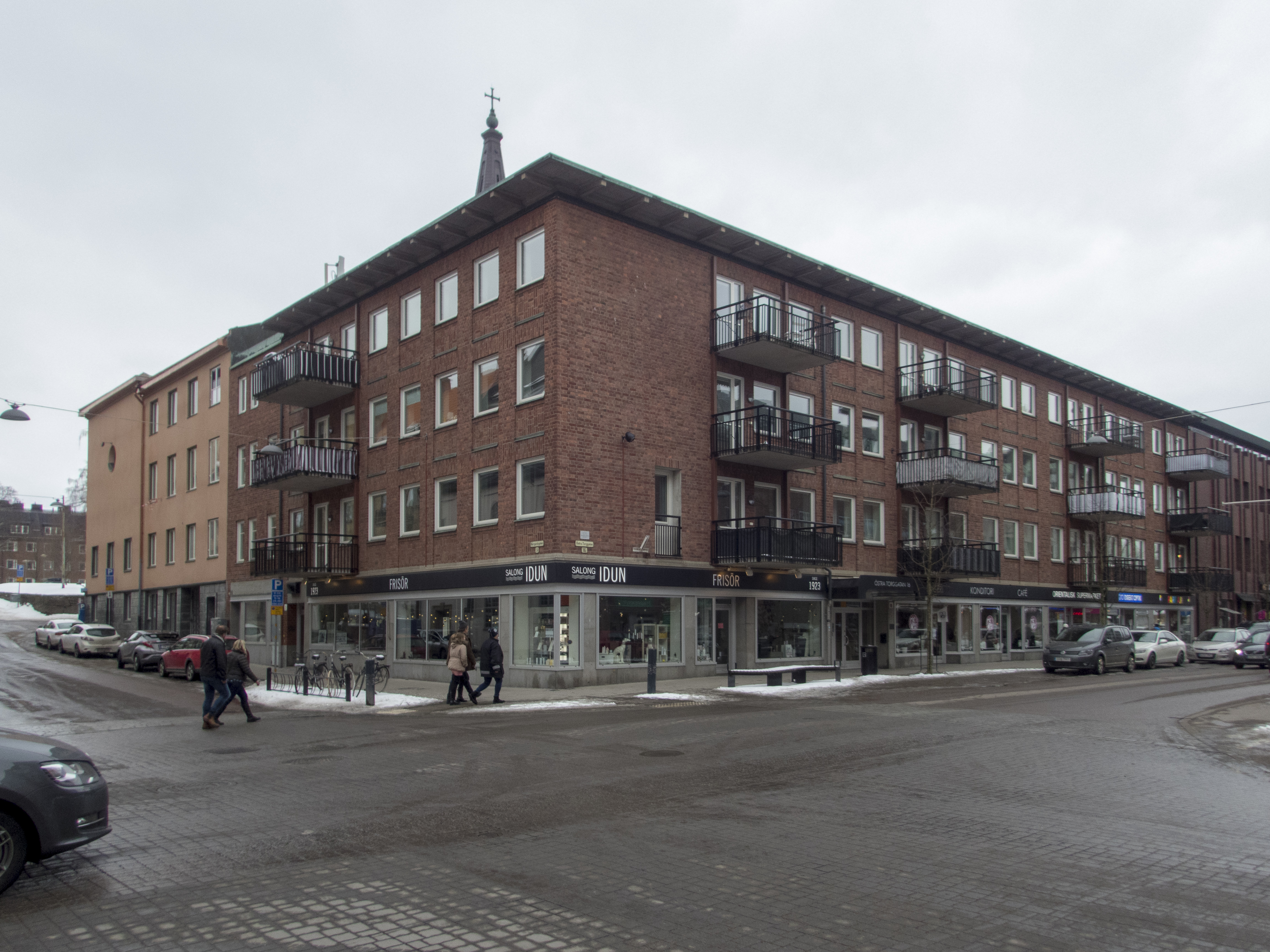
Väktaren 2, Karlstad

Folke Gustav Ingemar Björck, född 29 november 1917 i Göteborgs Vasa församling, Göteborgs och Bohus län, död 31 maj 1969 i Högsbo församling, Göteborgs och Bohus län, var en svensk arkitekt. 

## Biografi
Folke Björck föddes 1917 i Göteborg. Han var son till polisdomaren C. G. Björck och Elsa Holmdahl. Efter studentexamen i Göteborg 1936 utexaminerades Björck från Kungliga Tekniska högskolan 1943 och Kungliga Konsthögskolan 1947 samt var Jenny Lindstipendiat 1948–49. Han var arkitekt hos Paul Hedqvist i Stockholm 1945–47, privatpraktiserande arkitekt 1949–52, senior lecturer vid University of Hong Kong 1952–55, blev stadsplanearkitekt hos byggnadsnämnden i Göteborg 1956 och var stadsplanechef där från 1962. Han författade artiklar i fackpressen och var redaktör för "Byggmästaren" 1950.
Far till riksdagsledamoten Patrik Björck.